# ジョージアの政党一覧
ジョージアの政党一覧（ジョージアのせいとういちらん）
本記事では、ジョージア（グルジア）の主な政党を列挙する。アブハジア及び南オセチアの政党については別掲。
ジョージアは複数政党制を採用している。

## 議会に議席を有する政党
- ジョージアの夢連合(Kartuli Otsneba)
  - ジョージアの夢＝民主ジョージア (Kartuli Otsneba - Demokratiuli Sakartvelo)
  - ジョージア共和党 (Respublikuri Partia)
  - ジョージア保守党 (konservatiuli partia)
  - 産業はジョージアを救済する (Mretsveloba Gadaarchens Sak'art'velos)
- 国民フォーラム (Erovnuli Forumi)
- 統一国民運動 (Ertiani Nazionaluri Modzraoba)
- 我らがジョージア 自由民主主義者 (Tavisupali Demokratebi)
- 新政治中枢 - Girchi（英語版）

## 議会に議席を有しない政党
- キリスト教民主主義運動（英語版） (Kristian-Demokratiuli Modzraoba)
- 欧州民主党（英語版） (Evropeli Demokratebi)
- ジョージア共産党（英語版） (Sakartvelos Komunisturi Partia)
- 民主主義運動 - 統一ジョージア（英語版） (Demokratiuli Modzraoba – Ertiani Sakartvelo)
- 自由ジョージア（英語版） (Tavisupali Sakartvelo)
- 自由の権利運動（英語版） (Tavisupleba)
- ジョージアの道（英語版） (Sakartvelos Gza)
- ジョージア労働党（英語版） (Sakartvelos Leiboristuli Partia)
- ジョージア団（英語版） (Kartuli Dasi)
- ジョージア緑の党 (Sakartvelos mwvaneTa partia)
- 公正なジョージア運動 (Modzraoba Samartliani Sakartvelostvis)
- 国民民主党（英語版） (Erovnul Demokratiuli Partia)
- 新ジョージア共産党（英語版） (Sakartvelos Achali Komunisturi Partia)
- 新右翼党（英語版） (Akhali Memarjveneebi)
- ジョージア統一共産党（英語版） (Sakartvelos Ertiani Komunisturi Partia)